# Bohušov (stacja kolejowa)
Bohušov (niem. Füllstein) – stacja kolei wąskotorowej w Bohušovie, w kraju morawsko-śląskim, w Czechach pod adresem Bohušov 118. Znajduje się na wysokości 235 m n.p.m. i leży na wąskotorowej linii kolejowej nr 298. Powstała wraz z otwarciem linii w 1898 roku. W obrębie stacji znajduje się także ładownia.